# Ромилдо Ечевери
Ромилдо Хорхе Ечевери (15. децембра 1906 — 1967) био је парагвајски фудбалер који је играо или као везни или дефанзивни. Ечевери је био део парагвајске фудбалске репрезентације која је учествовала на ФИФА Светском купу 1930. Током већег дела своје каријере играо је за Клуб Рубио, Олимпију Асунсион а касније је пребачен у Боку Јуниорс, где је 1934. освојио аргентинску прву лигу.
Ечевери је такође бриљирао за парагвајску војску у рату за Чако, где је био авијатичар.